# ジャンニ・ブーニョ

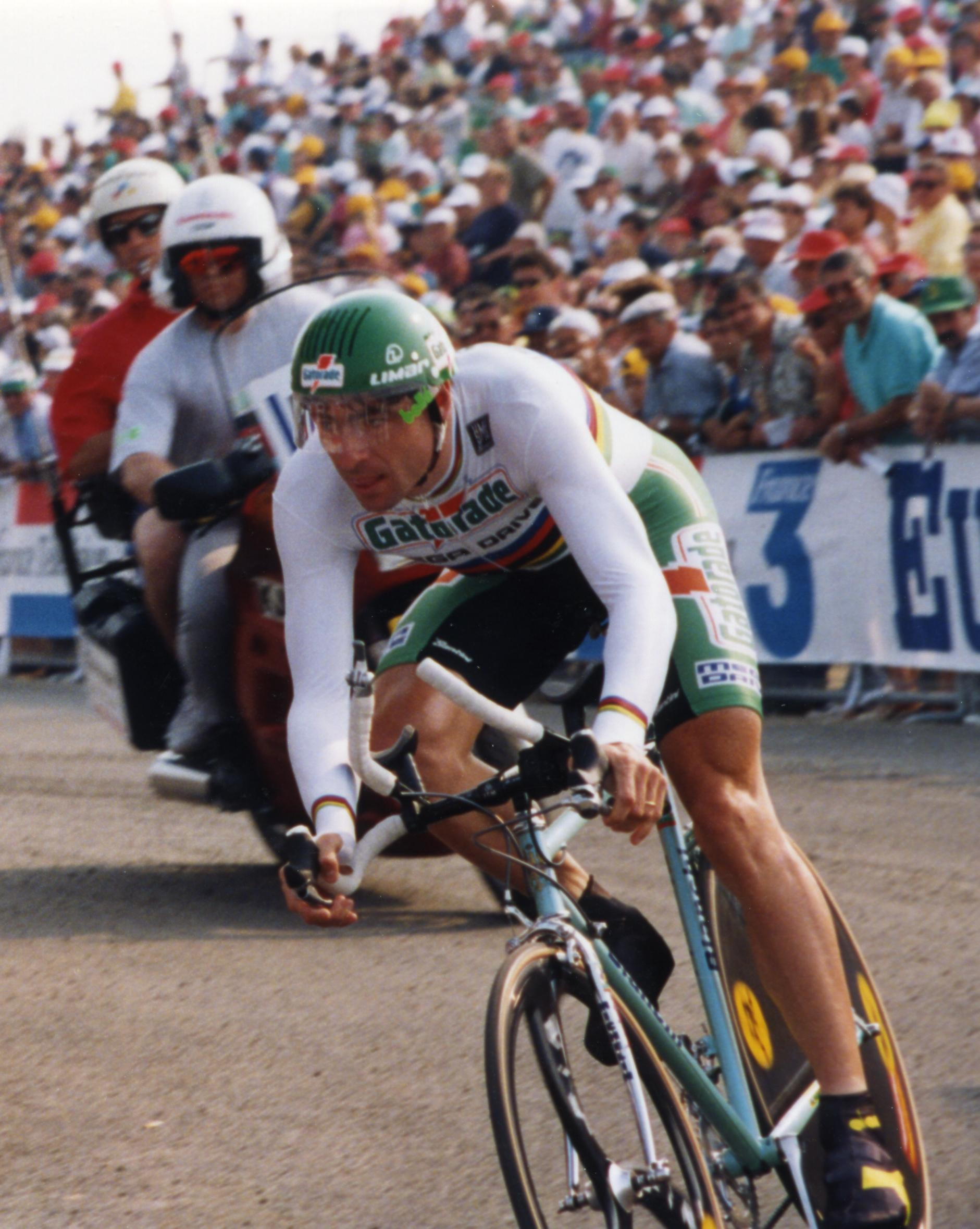
ジャンニ・ブーニョ(1993年のツール・ド・フランス)

ジャンニ・ブーニョ（Gianni Bugno, 1964年2月14日 - ）は、スイス生まれでイタリア国籍の元自転車競技ロードレース選手である。

## 来歴
史上4人目となる世界自転車選手権プロ・ロードレース連覇達成（1991年・1992年）の他、2度のナショナルチャンピオン、1990年には第1ステージからマリアローザを最後まで守り通し、ジロ・デ・イタリアの総合優勝を果たす。ステージレースでミゲル・インドゥラインの好敵手として立ちはだかったこともあった。
脚質としてはタイムトライアル、山岳、スプリントの全てをこなす完璧なオールラウンダーで、ツール・ド・フランスでは最高峰の山岳ステージといわれるラルプ・デュエズ2連覇、シャンゼリゼに次ぐスプリントステージであるボルドーの両方で区間優勝を収めているほか、最強スプリンターとして名高いヨハン・ムセウを彼がもっとも得意とするロンド・ファン・フラーンデレンのゴール勝負で打ち負かしている。1990年のミラノサンレモでは独走優勝しているがこの時のコースレコードは20年たった今でも更新されていない。
93年の中盤からグランツールの総合優勝を狙うエース級選手としては衰えを見せ、多くのファンが失望する中アシストに回りながら区間優勝を狙うスタイルに落ち着いていった。　もともと精神的に弱い部分を指摘されていたが、これに加え家庭不和などの問題も追い打ちを掛けていた（現役中にカトリック教徒としてタブーである離婚をし、マスコミに非難されている）ものと思われる。
1994年、コッパ・アゴスティーニョのレース終了後、カフェイン陽性が出たため、3か月の出場停止処分を受けた。
1998年に現役を引退し、現在はレスキューヘリのパイロットを務めている。
1999年には、アンフェタミンの購入及び保持により、6か月間の出場停止処分を受けた。
2007年のロンバルディア一周ではカメラヘリを操縦した。

## エピソード
- ゴールスプリントでも専業のスプリンターと互角の強さを見せた。その際に上半身が全くぶれないことから「静かなるスプリント」とよばれた。
- 肉体的には一流であったが精神面の弱さから成績に結び付かないと多くの批評家から言われている。しかし、その謙虚な人柄が多くのファンの心を惹きついているのも事実である。。
- 1990年ジロで総合優勝した際に得た賞金（チームで集めた後で分配したもの）をスタッフに提供した。
- そのジロ優勝時のコメント「イタリアでステージレースで一番強いのはMジョバネッティだ。前年ベルタ優勝で今回のジロ3位はすばらしい」
- 1992世界選でのコメント「（地元である）インデュラインには申し訳ないが・・・・」
- どんなに暑くてもジャージのチャックは閉めたままで走るなど、そのレースに対する姿勢は他の選手から尊敬を集めた。
- 1993年9月に来日し、シマノ・スズカロードレースの10周年記念大会にアシストのマリオ・シレアとともに参戦した。　ゴールスプリントで山岳スペシャリストのリュク・ルブランに敗れたが、距離も短く顔見世興行に近いオープンレースでもアマチュアをまるで寄せ付けないプロの凄みを見せている。
- 1996年にジャパンカップサイクルロードレース出場するために来日した際は日本の缶コーヒーの美味しさを絶賛した。
- 現役晩年には、グランツール勝利者達がワンデイレースを軽視する傾向を批判していた。
- プロ・デビューを果たしたチームであるAtala-Ofmega（コンポーネント提供はOfmega）を除くと，以降の所属チーム（Chateau d'Ax・Gatorade・Polti・MG-Technogym・MAPEI）の使用コンポーネント提供はいずれもシマノであった。

## 主な実績
1988
ツール・ド・フランス1988、ツール・ド・ロマンディ各1区間優勝。
1989
ジロ・デ・イタリア、1区間優勝。
1990
ジロ・デ・イタリア総合優勝（3区間優勝）。全区間マリアローザ堅持。
ミラノ～サンレモ優勝。
ツール・ド・フランス1990、2区間優勝
ウィンキャントン・クラシック優勝
世界自転車選手権3位
UCI・ロードワールドカップ第1位
1991
世界自転車選手権優勝
イタリア国内選手権優勝
クラシカ・サンセバスティアン優勝
ツール・ド・フランス1991総合2位。1区間優勝。
ジロ・デ・イタリア、3区間優勝。
1992
世界自転車選手権優勝
ツール・ド・スイス、1区間優勝
ツール・ド・フランス1992総合3位
1994
ロンド・ファン・フラーンデレン優勝
ジロ・デ・イタリア、1区間優勝
1995
イタリア国内選手権優勝
1996
ジロ・デ・イタリア、1区間優勝
ブエルタ・ア・エスパーニャ1区間優勝。
ツール・ド・スイス総合3位。1区間優勝。
1998
ブエルタ・ア・エスパーニャ、1区間優勝。